# 这是他！是的！是的!
《这是他！是的！是的！》（義大利語：Era lui... sì! sì!）是由Marino Girolami、Marcello Marchesi和Vittorio Metz执导的1951年意大利喜剧片。

## 演员
- 瓦尔特·卡里亚（Walter Chiari）扮演沃尔特米拉尼（Walter Milani）
- 伊萨·巴齐萨（Isa Barzizza）扮演格雷斯（Grazia）
- 卡洛·坎帕尼尼（Carlo Campanini）扮演Comm. Fernando
- 恩里科·维里西奥（Enrico Viarisio）扮演Sott. Furgoni
- 尼多·多佛（Nyta Dover）扮演Fernando的妻子
- 法福拉（Fanfulla）扮演监护人
- 利亚·兰迪（Lilia Landi）扮演南达（Nanda）
- 路易吉·托西（Luigi Tosi）扮演里纳尔多（Rinaldo）
- 古格利尔莫·英格尔斯（Guglielmo Inglese）扮演Vannozzi
- 锡尔弗纳·潘帕尼尼（Silvana Pampanini）扮演她自己
- 索菲亚·洛伦（Sophia Loren）扮演名为索菲娅·拉扎罗（Sofia Lazzaro）的奥斯曼帝国宫女

## 版本
这部电影是有两个版本。法国版的（1953年发行）有更大胆的镜头，包括索菲娅·洛伦赤裸上身的一个额外镜头（洛伦在拍戏时只有16或17岁）。在电影的后宫场景，意大利版中宫女们的胸部用她们的手或一些衣物挡住，而导演要求女演员把他们的手放下来用于拍摄法语版本，这是因为法国的审查制度没有意大利严格。